# تصفيات كأس العالم 2026 - آسيا الجولة الثانية
الجولة الثانية من تصفيات كأس العالم لكرة القدم 2026، والتي تعد أيضًا الجولة الثانية من تصفيات كأس آسيا 2027، بدأت في 16 نوفمبر 2023 وتنتهي في 11 يونيو 2024.

## التنسيق
قُسّم 36 فريقًا إلى 9 مجموعات كلِّ مجموعةٍ فيها 4 فرق تلعب مباريات ذهابًا وإيابًا. وهي تضم 26 فريقًا أُعيفوا من هذه الجولة، والفائزين العشرة من الجولة الأول.
سيتأهل المتصدر والوصيف من كلِّ مجموعة إلى الجولة الثالثة ويتأهلون إلى كأس آسيا 2027. وسيتقدم أصحاب المركزين الثالث والرابع إلى الدور الثالث من تصفيات كأس آسيا 2027.

## التصنيف
أُقيمت قرعة الجولة الثانية في 27 يوليو 2023 الساعة 16:00 بتوقيت جرينتش (ت ع م+8) في مقرّ الاتحاد الآسيوي لكرة القدم في كوالالمبور، ماليزيا.
| وعاء 1 | وعاء 2 | وعاء 3 | وعاء 4 |
| --- | --- | --- | --- |
| 1. اليابان (20) 2. إيران (22) 3. أستراليا (27) 4. كوريا الجنوبية (28) 5. السعودية (54) 6. قطر (59) 7. العراق (70) 8. الإمارات العربية المتحدة (72) 9. عمان (73) | 1. أوزبكستان (74) 2. الصين (80) 3. الأردن (82) 4. البحرين (86) 5. سوريا (94) 6. فيتنام (95) 7. فلسطين (96) 8. قرغيزستان (97) 9. الهند (99) | 1. لبنان (100) 2. طاجيكستان (110) 3. تايلاند (113) 4. كوريا الشمالية (115) 5. الفلبين (135) 6. ماليزيا (136) 7. الكويت (137) 8. تركمانستان (138) | 1. هونغ كونغ (149) 2. إندونيسيا (150) 3. تايبيه الصينية (153) 4. اليمن (156) 5. أفغانستان (157) 6. سنغافورة (158) 7. ميانمار (160) 8. نيبال (175) 9. بنغلاديش (189) 10. باكستان (201) |

## الجدولة
| الجولة   | التاريخ        |
| -------- | -------------- |
| الجولة 1 | 16 نوفمبر 2023 |
| الجولة 2 | 21 نوفمبر 2023 |
| الجولة 3 | 21 مارس 2024   |
| الجولة 4 | 26 مارس 2024   |
| الجولة 5 | 6 يونيو 2024   |
| الجولة 6 | 11 يونيو 2024  |

## مجموعات

### المجموعة الأولى
| م | الفريق    | لعب | ف | ت | خ | أ.له | أ.ع | أ.ف | نقاط | التأهل                      |  | قطر | الكويت | الهند | أفغانستان |
| - | --------- | --- | - | - | - | ---- | --- | --- | ---- | --------------------------- |  | --- | ------ | ----- | --------- |
| 1 | قطر       | 6   | 5 | 1 | 0 | 18   | 3   | +15 | 16   | تصفيات كأس العالم وكأس آسيا |  | —   | 3–0    | 2–1   | 8–1       |
| 2 | الكويت    | 6   | 2 | 1 | 3 | 6    | 6   | 0   | 7    | تصفيات كأس العالم وكأس آسيا |  | 1–2 | —      | 0–1   | 1–0       |
| 3 | الهند     | 6   | 1 | 2 | 3 | 3    | 7   | −4  | 5    | تصفيات كأس آسيا 2027        |  | 0–3 | 0–0    | —     | 1–2       |
| 4 | أفغانستان | 6   | 1 | 2 | 3 | 3    | 14  | −11 | 5    | تصفيات كأس آسيا 2027        |  | 0–0 | 0–4    | 0–0   | —         |

| قطر                                                                                                 | 8–1   | أفغانستان   |
| --------------------------------------------------------------------------------------------------- | ----- | ----------- |
| - الهيدوس 11' - علي 15'، 26'، 33' (ر.ج)، 45+3' (ر.ج) - مشعل 18' - علاء الدين 53' (ر.ج) - تميم 90+4' | تقرير | - شريفي 13' |

| الكويت | 0–1   | الهند        |
| ------ | ----- | ------------ |
|        | تقرير | - مانفير 75' |

| أفغانستان | 0–4                      | الكويت                                         |
| --------- | ------------------------ | ---------------------------------------------- |
|           | تقرير (FIFA) تقرير (AFC) | - الخالدي 18' (ر.ج)، 80' - دحام 69' - صالح 82' |

| الهند | 0–3                      | قطر                                  |
| ----- | ------------------------ | ------------------------------------ |
|       | تقرير (FIFA) تقرير (AFC) | - مشعل 4' - علي 47' - عبد الرزاق 86' |

| قطر                          | 3–0   | الكويت |
| ---------------------------- | ----- | ------ |
| - عفيف 47'، 68' - الراوي 51' | تقرير |        |

| أفغانستان | 0–0                      | الهند |
| --------- | ------------------------ | ----- |
|           | تقرير (FIFA) تقرير (AFC) |       |

| الهند                | 1–2                      | أفغانستان                      |
| -------------------- | ------------------------ | ------------------------------ |
| - تشيتري 38' (ركلة.) | تقرير (FIFA) تقرير (AFC) | - أكبري 70' - محمد 88' (ركلة.) |

| الكويت     | 1–2                      | قطر            |
| ---------- | ------------------------ | -------------- |
| - دحام 79' | تقرير (FIFA) تقرير (AFC) | - علي 77'، 80' |

| أفغانستان | 0–0                      | قطر |
| --------- | ------------------------ | --- |
|           | تقرير (FIFA) تقرير (AFC) |     |

| الهند | 0–0                      | الكويت |
| ----- | ------------------------ | ------ |
|       | تقرير (FIFA) تقرير (AFC) |        |

| قطر                     | 2–1                      | الهند          |
| ----------------------- | ------------------------ | -------------- |
| - أيمن 73' - الراوي 85' | تقرير (FIFA) تقرير (AFC) | - تشاهنجتي 37' |

| الكويت      | 1–0                      | أفغانستان |
| ----------- | ------------------------ | --------- |
| الرشيدي 81' | تقرير (FIFA) تقرير (AFC) |           |

### المجموعة الثانية
| م | الفريق         | لعب | ف | ت | خ | أ.له | أ.ع | أ.ف | نقاط | التأهل                                        |  | اليابان | كوريا الشمالية | سوريا | ميانمار |
| - | -------------- | --- | - | - | - | ---- | --- | --- | ---- | --------------------------------------------- |  | ------- | -------------- | ----- | ------- |
| 1 | اليابان        | 6   | 6 | 0 | 0 | 24   | 0   | +24 | 18   | الجولة الثالثة من تصفيات كأس العالم وكأس آسيا |  | —       | 0–3            | 5–0   | 0–5     |
| 2 | كوريا الشمالية | 6   | 3 | 0 | 3 | 11   | 7   | +4  | 9    | الجولة الثالثة من تصفيات كأس العالم وكأس آسيا |  | 1–0     | —              | 1–0   | 4–1     |
| 3 | سوريا          | 6   | 2 | 1 | 3 | 9    | 12  | −3  | 7    | تصفيات كأس آسيا 2027                          |  | 0–5     | 1–0            | —     | 7–0     |
| 4 | ميانمار        | 6   | 0 | 1 | 5 | 3    | 28  | −25 | 1    | تصفيات كأس آسيا 2027                          |  | 0–5     | 1–6            | 1–1   | —       |

| اليابان                                         | 5–0                      | ميانمار |
| ----------------------------------------------- | ------------------------ | ------- |
| - أويدا 11'، 45+4'، 50' - كامادا 28' - دوان 86' | تقرير (FIFA) تقرير (AFC) |         |

| سوريا                | 1–0                      | كوريا الشمالية |
| -------------------- | ------------------------ | -------------- |
| - السومة 37' (ركلة.) | تقرير (FIFA) تقرير (AFC) |                |

| ميانمار   | 1–6                      | كوريا الشمالية                                                           |
| --------- | ------------------------ | ------------------------------------------------------------------------ |
| - Tun 77' | تقرير (FIFA) تقرير (AFC) | - إيل-غوان 30'، 54'، 56' - Ju-song 34' (ركلة.) - هان 38' - Hyong-jin 70' |

| سوريا | 0–5                      | اليابان                                                 |
| ----- | ------------------------ | ------------------------------------------------------- |
|       | تقرير (FIFA) تقرير (AFC) | - كوبو 32' - أويدا 37'، 40' - سوغاوارا 47' - هوسويا 82' |

| اليابان        | 1–0                      | كوريا الشمالية |
| -------------- | ------------------------ | -------------- |
| - أو تاناكا 2' | تقرير (FIFA) تقرير (AFC) |                |

| ميانمار    | 1–1                      | سوريا        |
| ---------- | ------------------------ | ------------ |
| - Kyaw 35' | تقرير (FIFA) تقرير (AFC) | - الدالي 71' |

| سوريا                                                                   | 7–0                      | ميانمار |
| ----------------------------------------------------------------------- | ------------------------ | ------- |
| - خربين 30'، 54'، 63' (ركلة.) - حصار 47' - العجان 51'، 68' - الدالي 80' | تقرير (FIFA) تقرير (AFC) |         |

| كوريا الشمالية | 0–3 ممنوحة               | اليابان |
| -------------- | ------------------------ | ------- |
|                | تقرير (FIFA) تقرير (AFC) |         |

| ميانمار | 0–5                      | اليابان                                            |
| ------- | ------------------------ | -------------------------------------------------- |
|         | تقرير (FIFA) تقرير (AFC) | - ناكامورا 17'، 90+3' - دوان 34' - أوغاوا 75'، 83' |

| كوريا الشمالية | 1–0                      | سوريا |
| -------------- | ------------------------ | ----- |
| - غوان 90+2'   | تقرير (FIFA) تقرير (AFC) |       |

| اليابان                                                                     | 5–0                      | سوريا |
| --------------------------------------------------------------------------- | ------------------------ | ----- |
| - أويدا 13' - دوان 19' - كروما 21' (ه.ذ.) - سوما 73' (ركلة.) - مينامينو 85' | تقرير (FIFA) تقرير (AFC) |       |

| كوريا الشمالية                                     | 4–1                      | ميانمار            |
| -------------------------------------------------- | ------------------------ | ------------------ |
| - Ri Il-song 12' - Ri Jo-guk 16'، 43'، 87' (ركلة.) | تقرير (FIFA) تقرير (AFC) | - Wai Lin Aung 57' |

### المجموعة الثالثة
| م | الفريق         | لعب | ف | ت | خ | أ.له | أ.ع | أ.ف | نقاط | التأهل                                        |  | كوريا الجنوبية | الصين | تايلاند | سنغافورة |
| - | -------------- | --- | - | - | - | ---- | --- | --- | ---- | --------------------------------------------- |  | -------------- | ----- | ------- | -------- |
| 1 | كوريا الجنوبية | 6   | 5 | 1 | 0 | 20   | 1   | +19 | 16   | الجولة الثالثة من تصفيات كأس العالم وكأس آسيا |  | —              | 1–0   | 1–1     | 5–0      |
| 2 | الصين          | 6   | 2 | 2 | 2 | 9    | 9   | 0   | 8    | الجولة الثالثة من تصفيات كأس العالم وكأس آسيا |  | 0–3            | —     | 1–1     | 4–1      |
| 3 | تايلاند        | 6   | 2 | 2 | 2 | 9    | 9   | 0   | 8    | تصفيات كأس آسيا 2027                          |  | 0–3            | 1–2   | —       | 3–1      |
| 4 | سنغافورة       | 6   | 0 | 1 | 5 | 5    | 24  | −19 | 1    | تصفيات كأس آسيا 2027                          |  | 0–7            | 2–2   | 1–3     | —        |

| كوريا الجنوبية                                                                                        | 5–0                      | سنغافورة |
| --- | ------------------------ | -------- |
| - تشو غو سونغ 44' - هوانغ هي-تشان 49' - سون هيونغ مين 63' - هوانغ أوي-جو 68' (ركلة.) - لي كانغ إن 85' | تقرير (FIFA) تقرير (AFC) |          |

| تايلاند           | 1–2                      | الصين                           |
| ----------------- | ------------------------ | ------------------------------- |
| - ساراتش يوين 23' | تقرير (FIFA) تقرير (AFC) | - وو لي 29' - وانغ شانغيوان 74' |

| سنغافورة     | 1–3                      | تايلاند                           |
| ------------ | ------------------------ | --------------------------------- |
| - Shawal 41' | تقرير (FIFA) تقرير (AFC) | - ساراتشارت 5' - مويانتا 66'، 87' |

| الصين | 0–3                      | كوريا الجنوبية                                         |
| ----- | ------------------------ | ------------------------------------------------------ |
|       | تقرير (FIFA) تقرير (AFC) | - سون هيونغ مين 11' (ركلة.)، 45' - جانغ سيونغ هيون 87' |

| كوريا الجنوبية      | 1–1                      | تايلاند       |
| ------------------- | ------------------------ | ------------- |
| - سون هيونغ مين 42' | تقرير (FIFA) تقرير (AFC) | - مويانتا 61' |

| سنغافورة              | 2–2                      | الصين              |
| --------------------- | ------------------------ | ------------------ |
| - رملي 53' - مالر 81' | تقرير (FIFA) تقرير (AFC) | - وو لي 10'، 45+2' |

| الصين                                                    | 4–1                      | سنغافورة   |
| -------------------------------------------------------- | ------------------------ | ---------- |
| - وو لي 21'، 85' - فرناندينيو 65' (ركلة.) - وي شيهاو 90' | تقرير (FIFA) تقرير (AFC) | - رملي 22' |

| تايلاند | 0–3                      | كوريا الجنوبية                                            |
| ------- | ------------------------ | --------------------------------------------------------- |
|         | تقرير (FIFA) تقرير (AFC) | - لي جاي سونغ 19' - سون هيونغ مين 54' - Park Jin-seob 82' |

| سنغافورة | 0–7                      | كوريا الجنوبية                                                                                       |
| -------- | ------------------------ | --- |
|          | تقرير (FIFA) تقرير (AFC) | - لي كانغ إن 9'، 54' - Joo Min-kyu 20' - سون هيونغ مين 53'، 56' - Bae Jun-ho 79' - هوانغ هي-تشان 81' |

| الصين              | 1–1                      | تايلاند         |
| ------------------ | ------------------------ | --------------- |
| - Zhang Yuning 79' | تقرير (FIFA) تقرير (AFC) | - ساراتشارت 20' |

| كوريا الجنوبية   | 1–0                      | الصين |
| ---------------- | ------------------------ | ----- |
| - لي كانغ إن 61' | تقرير (FIFA) تقرير (AFC) |       |

| تايلاند                                     | 3–1                      | سنغافورة    |
| ------------------------------------------- | ------------------------ | ----------- |
| - مويانتا 37' - Poramet 79' - Jaroensak 86' | تقرير (FIFA) تقرير (AFC) | - فاندي 57' |

### المجموعة الرابعة
| م | الفريق         | لعب | ف | ت | خ | أ.له | أ.ع | أ.ف | نقاط | التأهل                                        |  | سلطنة عمان | قرغيزستان | ماليزيا | تايبيه الصينية |
| - | -------------- | --- | - | - | - | ---- | --- | --- | ---- | --------------------------------------------- |  | ---------- | --------- | ------- | -------------- |
| 1 | عمان           | 6   | 4 | 1 | 1 | 11   | 2   | +9  | 13   | الجولة الثالثة من تصفيات كأس العالم وكأس آسيا |  | —          | 1–1       | 2–0     | 3–0            |
| 2 | قرغيزستان      | 6   | 3 | 2 | 1 | 13   | 7   | +6  | 11   | الجولة الثالثة من تصفيات كأس العالم وكأس آسيا |  | 1–0        | —         | 1–1     | 5–1            |
| 3 | ماليزيا        | 6   | 3 | 1 | 2 | 9    | 9   | 0   | 10   | تصفيات كأس آسيا 2027                          |  | 0–2        | 4–3       | —       | 3–1            |
| 4 | تايبيه الصينية | 6   | 0 | 0 | 6 | 2    | 17  | −15 | 0    | تصفيات كأس آسيا 2027                          |  | 0–3        | 0–2       | 0–1     | —              |

| عمان                                    | 3–0   | تايبيه الصينية |
| --------------------------------------- | ----- | -------------- |
| - المالكي 17' - الكعبي 41' - صالح 90+1' | تقرير |                |

| ماليزيا                                           | 4–3   | قرغيزستان                                         |
| ------------------------------------------------- | ----- | ------------------------------------------------- |
| - كولز 7'، 77' - براوزمان 72' (ه.ذ.) - حليم 90+3' | تقرير | - جيرجالبيك أولو ‏ 42' - باتيركانوف 44' - ميرك 57' |

| تايبيه الصينية | 0–1                      | ماليزيا   |
| -------------- | ------------------------ | --------- |
|                | تقرير (FIFA) تقرير (AFC) | - لوك 72' |

| قرغيزستان           | 1–0                      | عمان |
| ------------------- | ------------------------ | ---- |
| - عبد الرحمانوف 49' | تقرير (FIFA) تقرير (AFC) |      |

| تايبيه الصينية | 0–2                      | قرغيزستان                           |
| -------------- | ------------------------ | ----------------------------------- |
|                | تقرير (FIFA) تقرير (AFC) | - Kichin 54' (ركلة.) - Ka. Merk 80' |

| عمان                       | 2–0                      | ماليزيا |
| -------------------------- | ------------------------ | ------- |
| - الصبحي 58' - الغساني 88' | تقرير (FIFA) تقرير (AFC) |         |

| قرغيزستان                                            | 5–1                      | تايبيه الصينية           |
| ---------------------------------------------------- | ------------------------ | ------------------------ |
| - Kojo 17'، 38'، 45' - Brauzman 79' - Ki. Merk 90+5' | تقرير (FIFA) تقرير (AFC) | - Wu Yen-shu 87' (ركلة.) |

| ماليزيا | 0–2                      | عمان                                    |
| ------- | ------------------------ | --------------------------------------- |
|         | تقرير (FIFA) تقرير (AFC) | - المالكي 45+4' (ركلة.) - الغافري 90+4' |

| تايبيه الصينية | 0–3                      | عمان                     |
| -------------- | ------------------------ | ------------------------ |
|                | تقرير (FIFA) تقرير (AFC) | - المشيفري 31'، 55'، 75' |

| قرغيزستان      | 1–1                      | ماليزيا                    |
| -------------- | ------------------------ | -------------------------- |
| - Alykulov 24' | تقرير (FIFA) تقرير (AFC) | - Abdurakhmanov 38' (ه.ذ.) |

| عمان                  | 1–1                      | قرغيزستان        |
| --------------------- | ------------------------ | ---------------- |
| - Shukurov 57' (ه.ذ.) | تقرير (FIFA) تقرير (AFC) | - Zarypbekov 19' |

| ماليزيا                                   | 3–1                      | تايبيه الصينية   |
| ----------------------------------------- | ------------------------ | ---------------- |
| - رشيد 53' - Paulo Josué 69' - Adib 90+6' | تقرير (FIFA) تقرير (AFC) | Yu Yao-hsing 20' |

### المجموعة الخامسة
| م | الفريق     | لعب | ف | ت | خ | أ.له | أ.ع | أ.ف | نقاط | التأهل                                        |  | إيران | أوزبكستان | تركمانستان | هونغ كونغ |
| - | ---------- | --- | - | - | - | ---- | --- | --- | ---- | --------------------------------------------- |  | ----- | --------- | ---------- | --------- |
| 1 | إيران      | 6   | 4 | 2 | 0 | 16   | 4   | +12 | 14   | الجولة الثالثة من تصفيات كأس العالم وكأس آسيا |  | —     | 0–0       | 5–0        | 4–0       |
| 2 | أوزبكستان  | 6   | 4 | 2 | 0 | 13   | 4   | +9  | 14   | الجولة الثالثة من تصفيات كأس العالم وكأس آسيا |  | 2–2   | —         | 3–1        | 3–0       |
| 3 | تركمانستان | 6   | 0 | 2 | 4 | 4    | 14  | −10 | 2    | تصفيات كأس آسيا 2027                          |  | 0–1   | 1–3       | —          | 0–0       |
| 4 | هونغ كونغ  | 6   | 0 | 2 | 4 | 4    | 15  | −11 | 2    | تصفيات كأس آسيا 2027                          |  | 2–4   | 0–2       | 2–2        | —         |

| إيران                                        | 4–0   | هونغ كونغ |
| -------------------------------------------- | ----- | --------- |
| - آزمون 12'، 15' - طارمي 87' - رضائيان 90+2' | تقرير |           |

| تركمانستان   | 1–3   | أوزبكستان                            |
| ------------ | ----- | ------------------------------------ |
| - دورديو 44' | تقرير | - شوكوروف 57'، 77' - شومورودوف 90+1' |

| هونغ كونغ                    | 2–2                      | تركمانستان         |
| ---------------------------- | ------------------------ | ------------------ |
| - وونغ واي 12' - كامارغو 65' | تقرير (FIFA) تقرير (AFC) | - مينغازوف 4'، 36' |

| أوزبكستان                   | 2–2                      | إيران                      |
| --------------------------- | ------------------------ | -------------------------- |
| - أورونوف 52' - سيرغييف 83' | تقرير (FIFA) تقرير (AFC) | - رضائيان 14' - طاريمي 38' |

| هونغ كونغ | 0–2                      | أوزبكستان                        |
| --------- | ------------------------ | -------------------------------- |
|           | تقرير (FIFA) تقرير (AFC) | - شومورودوف 49' - Ashurmatov 66' |

| إيران                                                       | 5–0                      | تركمانستان |
| ----------------------------------------------------------- | ------------------------ | ---------- |
| - زاديغان 10'، 48' - آزمون 13' - موهيبي 56' - نورافكن 90+2' | تقرير (FIFA) تقرير (AFC) |            |

| أوزبكستان                                  | 3–0                      | هونغ كونغ |
| ------------------------------------------ | ------------------------ | --------- |
| - شومورودوف 20' - إركينوف 63' - Urunov 70' | تقرير (FIFA) تقرير (AFC) |           |

| تركمانستان | 0–1                      | إيران              |
| ---------- | ------------------------ | ------------------ |
|            | تقرير (FIFA) تقرير (AFC) | - مهدي قائدي 45+5' |

| هونغ كونغ                    | 2–4                      | إيران                                             |
| ---------------------------- | ------------------------ | ------------------------------------------------- |
| - Ma Hei Wai 14' - Pinto 59' | تقرير (FIFA) تقرير (AFC) | - طارمي 12' (ركلة.)، 34' (ركلة.)، 56' - آزمون 65' |

| أوزبكستان                                    | 3–1                      | تركمانستان     |
| -------------------------------------------- | ------------------------ | -------------- |
| - Aliqulov 17' - Urunov 29' - Nasrullaev 70' | تقرير (FIFA) تقرير (AFC) | - Tirkişow 25' |

| تركمانستان | 0–0                      | هونغ كونغ |
| ---------- | ------------------------ | --------- |
|            | تقرير (FIFA) تقرير (AFC) |           |

| إيران | 0–0                      | أوزبكستان |
| ----- | ------------------------ | --------- |
|       | تقرير (FIFA) تقرير (AFC) |           |

### المجموعة السادسة
| م | الفريق     | لعب | ف | ت | خ | أ.له | أ.ع | أ.ف | نقاط | التأهل                                        |  | العراق | إندونيسيا | فيتنام | الفلبين |
| - | ---------- | --- | - | - | - | ---- | --- | --- | ---- | --------------------------------------------- |  | ------ | --------- | ------ | ------- |
| 1 | العراق (Q) | 6   | 6 | 0 | 0 | 17   | 2   | +15 | 18   | الجولة الثالثة من تصفيات كأس العالم وكأس آسيا |  | —      | 5–1       | 3–1    | 1–0     |
| 2 | إندونيسيا  | 6   | 3 | 1 | 2 | 8    | 8   | 0   | 10   | الجولة الثالثة من تصفيات كأس العالم وكأس آسيا |  | 0–2    | —         | 1–0    | 2–0     |
| 3 | فيتنام     | 6   | 2 | 0 | 4 | 6    | 10  | −4  | 6    | تصفيات كأس آسيا 2027                          |  | 0–1    | 0–3       | —      | 3–2     |
| 4 | الفلبين    | 6   | 0 | 1 | 5 | 3    | 14  | −11 | 1    | تصفيات كأس آسيا 2027                          |  | 0–5    | 1–1       | 0–2    | —       |

| العراق                                                          | 5–1   | إندونيسيا        |
| --------------------------------------------------------------- | ----- | ---------------- |
| - رسن 20' - أمات 35' (هـ.ذ) - رشيد 60' - أمين 81' - الحمادي 88' | تقرير | - باتيناما 45+3' |

| الفلبين                           | 0–2   | فيتنام |
| --------------------------------- | ----- | ------ |
| - فان توان ‏ 16' - دينه باك ‏ 90+4' | تقرير |        |

| الفلبين       | 1–1                      | إندونيسيا    |
| ------------- | ------------------------ | ------------ |
| - رايشيلت 23' | تقرير (FIFA) تقرير (AFC) | - رمضاني 70' |

| فيتنام | 0–1                      | العراق      |
| ------ | ------------------------ | ----------- |
|        | تقرير (FIFA) تقرير (AFC) | - علي 90+7' |

| العراق    | 1–0                      | الفلبين |
| --------- | ------------------------ | ------- |
| - علي 84' | تقرير (FIFA) تقرير (AFC) |         |

| إندونيسيا    | 1–0                      | فيتنام |
| ------------ | ------------------------ | ------ |
| - ماولان 52' | تقرير (FIFA) تقرير (AFC) |        |

| فيتنام | 0–3                      | إندونيسيا                                    |
| ------ | ------------------------ | -------------------------------------------- |
|        | تقرير (FIFA) تقرير (AFC) | - Idzes 9' - Oratmangoen 23' - Sananta 90+8' |

| الفلبين | 0–5                      | العراق                                                        |
| ------- | ------------------------ | ------------------------------------------------------------- |
|         | تقرير (FIFA) تقرير (AFC) | - حسين 14' (ركلة.)، 36' - العماري 30' - إقبال 62' - تحسين 77' |

| إندونيسيا | 0–2                      | العراق                        |
| --------- | ------------------------ | ----------------------------- |
|           | تقرير (FIFA) تقرير (AFC) | - حسين 54' (ركلة.) - جاسم 88' |

| فيتنام                                           | 3–2                      | الفلبين                    |
| ------------------------------------------------ | ------------------------ | -------------------------- |
| - نجوين تيان لينه 65'، 76' - Phạm Tuấn Hải 90+5' | تقرير (FIFA) تقرير (AFC) | - رايشلت 62' - انغريسو 89' |

| العراق                            | 3–1                      | فيتنام              |
| --------------------------------- | ------------------------ | ------------------- |
| - علي 12' - جاسم 71' - حسين 90+2' | تقرير (FIFA) تقرير (AFC) | - Phạm Tuấn Hải 84' |

| إندونيسيا             | 2–0                      | الفلبين |
| --------------------- | ------------------------ | ------- |
| - هاي 32' - Ridho 56' | تقرير (FIFA) تقرير (AFC) |         |

### المجموعة السابعة
| م | الفريق    | لعب | ف | ت | خ | أ.له | أ.ع | أ.ف | نقاط | التأهل                                        |  | الأردن | السعودية | طاجيكستان | باكستان |
| - | --------- | --- | - | - | - | ---- | --- | --- | ---- | --------------------------------------------- |  | ------ | -------- | --------- | ------- |
| 1 | الأردن    | 6   | 4 | 1 | 1 | 16   | 4   | +12 | 13   | الجولة الثالثة من تصفيات كأس العالم وكأس آسيا |  | —      | 0–2      | 3–0       | 7–0     |
| 2 | السعودية  | 6   | 4 | 1 | 1 | 12   | 3   | +9  | 13   | الجولة الثالثة من تصفيات كأس العالم وكأس آسيا |  | 1–2    | —        | 1–0       | 4–0     |
| 3 | طاجيكستان | 6   | 2 | 2 | 2 | 11   | 7   | +4  | 8    | تصفيات كأس آسيا 2027                          |  | 1–1    | 1–1      | —         | 3–0     |
| 4 | باكستان   | 6   | 0 | 0 | 6 | 1    | 26  | −25 | 0    | تصفيات كأس آسيا 2027                          |  | 0–3    | 0–3      | 1–6       | —       |

1. ↑  تأهلت السعودية بالفعل لكأس آسيا كدولة مضيفة.

| السعودية                                           | 4–0   | باكستان |
| -------------------------------------------------- | ----- | ------- |
| - الشهري 6'، 48' (ر.ج) - الحريب 90+1' - رديف 90+6' | تقرير |         |

| طاجيكستان  | 1–1   | الأردن         |
| ---------- | ----- | -------------- |
| سامييف 89' | تقرير | النعيمات 90+3' |

| باكستان    | 1–6                      | طاجيكستان                                                                     |
| ---------- | ------------------------ | ----------------------------------------------------------------------------- |
| - نابي 21' | تقرير (FIFA) تقرير (AFC) | - كامولوف 9'، 66' - سويروف 13' - عمر باييف 26' - بانجشانبي 45' - سامييف 90+1' |

| الأردن | 0–2                      | السعودية         |
| ------ | ------------------------ | ---------------- |
|        | تقرير (FIFA) تقرير (AFC) | - الشهري 8'، 30' |

| باكستان | 0–3                      | الأردن                               |
| ------- | ------------------------ | ------------------------------------ |
|         | تقرير (FIFA) تقرير (AFC) | - التعمري 2'، 86' - علوان 9' (ركلة.) |

| السعودية           | 1–0                      | طاجيكستان |
| ------------------ | ------------------------ | --------- |
| - سالم الدوسري 23' | تقرير (FIFA) تقرير (AFC) |           |

| الأردن                                                                                                  | 7–0                      | باكستان |
| --- | ------------------------ | ------- |
| - التعمري 15'، 62'، 79' - النعيمات 28' (ركلة.) - سعد أحمد سلامة الروسان ‏ 52' - علوان 75' - أبو زريق 83' | تقرير (FIFA) تقرير (AFC) |         |

| طاجيكستان    | 1–1                      | السعودية       |
| ------------ | ------------------------ | -------------- |
| - Soirov 80' | تقرير (FIFA) تقرير (AFC) | - البريكان 46' |

| باكستان | 0–3                      | السعودية                         |
| ------- | ------------------------ | -------------------------------- |
|         | تقرير (FIFA) تقرير (AFC) | - البريكان 26'، 41' - الجوير 59' |

| الأردن                                   | 3–0                      | طاجيكستان |
| ---------------------------------------- | ------------------------ | --------- |
| - علوان 51' - النعيمات 68' - سعادة 90+4' | تقرير (FIFA) تقرير (AFC) |           |

| طاجيكستان                                    | 3–0                      | باكستان |
| -------------------------------------------- | ------------------------ | ------- |
| - Mabatshoev 35' - Safarov 65' - Hanonov 70' | تقرير (FIFA) تقرير (AFC) |         |

| السعودية     | 1–2                      | الأردن                       |
| ------------ | ------------------------ | ---------------------------- |
| - لاجامي 16' | تقرير (FIFA) تقرير (AFC) | - علوان 27' - الروابدة 45+2' |

### المجموعة الثامنة
| م | الفريق                   | لعب | ف | ت | خ | أ.له | أ.ع | أ.ف | نقاط | التأهل                                        |  | الإمارات العربية المتحدة | البحرين | اليمن | نيبال |
| - | ------------------------ | --- | - | - | - | ---- | --- | --- | ---- | --------------------------------------------- |  | ------------------------ | ------- | ----- | ----- |
| 1 | الإمارات العربية المتحدة | 6   | 5 | 1 | 0 | 16   | 2   | +14 | 16   | الجولة الثالثة من تصفيات كأس العالم وكأس آسيا |  | —                        | 1–1     | 2–1   | 4–0   |
| 2 | البحرين                  | 6   | 3 | 2 | 1 | 11   | 3   | +8  | 11   | الجولة الثالثة من تصفيات كأس العالم وكأس آسيا |  | 0–2                      | —       | 0–0   | 3–0   |
| 3 | اليمن                    | 6   | 1 | 2 | 3 | 5    | 9   | −4  | 5    | تصفيات كأس آسيا 2027                          |  | 0–3                      | 0–2     | —     | 2–2   |
| 4 | نيبال                    | 6   | 0 | 1 | 5 | 2    | 20  | −18 | 1    | تصفيات كأس آسيا 2027                          |  | 0–4                      | 0–5     | 0–2   | —     |

1. 1 2  نقاط المواجهات المباشرة: البحرين 3، اليمن 0.

| الإمارات العربية المتحدة                         | 4–0   | نيبال |
| ------------------------------------------------ | ----- | ----- |
| - الحمادي 11' - مبخوت 36' (ض.)، 44' - ليما 45+1' | تقرير |       |

| اليمن | 0–2   | البحرين                           |
| ----- | ----- | --------------------------------- |
|       | تقرير | - مرهون 38' - الزبيدي 48' (هـ.ذ.) |

| نيبال | 0–2                      | اليمن                     |
| ----- | ------------------------ | ------------------------- |
|       | تقرير (FIFA) تقرير (AFC) | - الداحي 72' - الداحي 90' |

| البحرين | 0–2                      | الإمارات العربية المتحدة     |
| ------- | ------------------------ | ---------------------------- |
|         | تقرير (FIFA) تقرير (AFC) | - رمضان 36' - مبخوت 90' (ض.) |

| الإمارات العربية المتحدة      | 2–1                      | اليمن              |
| ----------------------------- | ------------------------ | ------------------ |
| - صالح 24' (ركلة.) - عادل 72' | تقرير (FIFA) تقرير (AFC) | - إدريس 69' (ه.ذ.) |

| نيبال | 0–5                      | البحرين                                                             |
| ----- | ------------------------ | ------------------------------------------------------------------- |
|       | تقرير (FIFA) تقرير (AFC) | - الحميدان 2' - باقر 4' - مدن 45+4' - الختال 87' - عبد اللطيف 90+6' |

| البحرين                                   | 3–0                      | نيبال |
| ----------------------------------------- | ------------------------ | ----- |
| - باقر 7' - هلال 18' (ركلة.) - الأسود 36' | تقرير (FIFA) تقرير (AFC) |       |

| اليمن | 0–3                      | الإمارات العربية المتحدة   |
| ----- | ------------------------ | -------------------------- |
|       | تقرير (FIFA) تقرير (AFC) | - ليما 14'، 22' - عادل 35' |

| نيبال | 0–4                      | الإمارات العربية المتحدة                      |
| ----- | ------------------------ | --------------------------------------------- |
|       | تقرير (FIFA) تقرير (AFC) | - عبد الله 12'، 14' - صالح 53' - Mohammad 75' |

| البحرين | 0–0                      | اليمن |
| ------- | ------------------------ | ----- |
|         | تقرير (FIFA) تقرير (AFC) |       |

| الإمارات العربية المتحدة | 1–1                      | البحرين         |
| ------------------------ | ------------------------ | --------------- |
| - عادل 10'               | تقرير (FIFA) تقرير (AFC) | - عبد الجبار 4' |

| اليمن                              | 2–2                      | نيبال                   |
| ---------------------------------- | ------------------------ | ----------------------- |
| - الغواشي 9' (ركلة.) - الضحي 90+1' | تقرير (FIFA) تقرير (AFC) | - Bista 22' - Karki 66' |

### المجموعة التاسعة
| م | الفريق   | لعب | ف | ت | خ | أ.له | أ.ع | أ.ف | نقاط | التأهل                                      |  | أستراليا | دولة فلسطين | لبنان | بنغلاديش |
| - | -------- | --- | - | - | - | ---- | --- | --- | ---- | ------------------------------------------- |  | -------- | ----------- | ----- | -------- |
| 1 | أستراليا | 6   | 6 | 0 | 0 | 22   | 0   | +22 | 18   | الدور الثالث من تصفيات كأس العالم وكأس آسيا |  | —        | 5–0         | 2–0   | 7–0      |
| 2 | فلسطين   | 6   | 2 | 2 | 2 | 6    | 6   | 0   | 8    | الدور الثالث من تصفيات كأس العالم وكأس آسيا |  | 0–1      | —           | 0–0   | 1–0      |
| 3 | لبنان    | 6   | 1 | 3 | 2 | 5    | 8   | −3  | 6    | تصفيات كأس آسيا 2027                        |  | 0–5      | 0–0         | —     | 4–0      |
| 4 | بنغلاديش | 6   | 0 | 1 | 5 | 1    | 20  | −19 | 1    | تصفيات كأس آسيا 2027                        |  | 0–2      | 0–5         | 1–1   | —        |

| أستراليا                                                         | 7–0   | بنغلاديش |
| ---------------------------------------------------------------- | ----- | -------- |
| - سوتار 4' - بوريلو 20' - ديوك 37'، 40' - ماكلارين 48'، 70'، 84' | تقرير |          |

| لبنان | 0–0   | فلسطين |
| ----- | ----- | ------ |
|       | تقرير |        |

| بنغلاديش      | 1–1                      | لبنان       |
| ------------- | ------------------------ | ----------- |
| - مورسلين 72' | تقرير (FIFA) تقرير (AFC) | - عثمان 67' |

| فلسطين | 0–1                      | أستراليا    |
| ------ | ------------------------ | ----------- |
|        | تقرير (FIFA) تقرير (AFC) | - سوتار 18' |

| فلسطين                                                        | 5–0   | بنغلاديش |
| ------------------------------------------------------------- | ----- | -------- |
| - دباغ 43' - شهاب قنبر 45+1' - قنبر 49' - دباغ 53' - دباغ 77' | تقرير |          |

| أستراليا                | 2–0                      | لبنان |
| ----------------------- | ------------------------ | ----- |
| - باكوس 5' - رووليس 54' | تقرير (FIFA) تقرير (AFC) |       |

| بنغلاديش | 0–1   | فلسطين            |
| -------- | ----- | ----------------- |
|          | تقرير | - تيرمانيني 90+4' |

| لبنان | 0–5                      | أستراليا                                                      |
| ----- | ------------------------ | ------------------------------------------------------------- |
|       | تقرير (FIFA) تقرير (AFC) | - Yengi 2' - جرادي 47' (ه.ذ.) - غودوين 48'، 81' - Iredale 68' |

| بنغلاديش | 0–2                      | أستراليا                   |
| -------- | ------------------------ | -------------------------- |
|          | تقرير (FIFA) تقرير (AFC) | - هروستيتش 29' - Yengi 62' |

| فلسطين | 0–0                      | لبنان |
| ------ | ------------------------ | ----- |
|        | تقرير (FIFA) تقرير (AFC) |       |

| أستراليا                                                                | 5–0                      | فلسطين |
| ----------------------------------------------------------------------- | ------------------------ | ------ |
| - Yengi 5' (ركلة.)، 41' - تاغارت 26' - بويل 53' - Irankunda 87' (ركلة.) | تقرير (FIFA) تقرير (AFC) |        |

| لبنان                                    | 4–0                      | بنغلاديش |
| ---------------------------------------- | ------------------------ | -------- |
| - معتوق 5' (ركلة.)، 49'، 60' - مطر 45+2' | تقرير (FIFA) تقرير (AFC) |          |

## ملحوظات
1. 1 2 3  لعبت أفغانستان مبارياتها على أرضها في مكان محايد بسبب استمرار النزاع في أفغانستان.
2. 1 2  تبادل الطرفين دور استضافة المباريات في 2 نوفمبر 2023.[6]
3. 1 2 3  لعبت سوريا مبارياتها على أرضها في مكان محايد بسبب استمرار الحرب الأهلية السورية.
4. ↑  مُنحت اليابان فوزًا بنتيجة 3–0 اعتبارًا، بعد أن رفضت كوريا الشمالية استضافة المباراة بسبب "مرضٍ معدٍ خبيث" ينتشر في اليابان.[8][9]
5. 1 2  عقب الحادثة المتعلقة برفض كوريا الشمالية استضافة مباراتها على أرضها ضد اليابان، لعبت كوريا الشمالية مبارياتها المتفرض أن تلعب على أرضها على أرض محايدة، بناءً على طلب سوريا.[10]
6. 1 2  تبدالت إندونيسيا والفلبين استضافة مبارياتهما، بسبب استضافة إندونيسيا كأس العالم تحت 17 سنة 2023 ، أكدت الفيفا التغيير في 31 أكتوبر 2023.[11]
7. 1 2 3  سيلعب اليمن مبارياته على أرضه على أرض محايدة بسبب استمرار الحرب الأهلية اليمنية (2014–الآن).
8. 1 2  لعبت نيبال آخر مباراتين لها على أرضها في ملعب محايد بسبب عدم استيفاء ملعب داسارات رانغاسالا لمعايير الفيفا.[13]
9. 1 2  لعبت لبنان مبارياته على أرضه على أرض محايدة حتى إشعار آخر ، بسبب الجوار الحرب الفلسطينية الإسرائيلية 2023.[14]
10. 1 2 3 4  لعبت فلسطين مبارياتها على أرضها في مكان محايد حتى إشعار آخر ، نظرا لاستمرار الحرب الفلسطينية الإسرائيلية 2023.[15]
11. ↑  لعب لبنان هذه المباراة البيتية في أستراليا بسبب الحرب الفلسطينية الإسرائيلية (2023 – الآن).[16]